# Jean Jouffroy

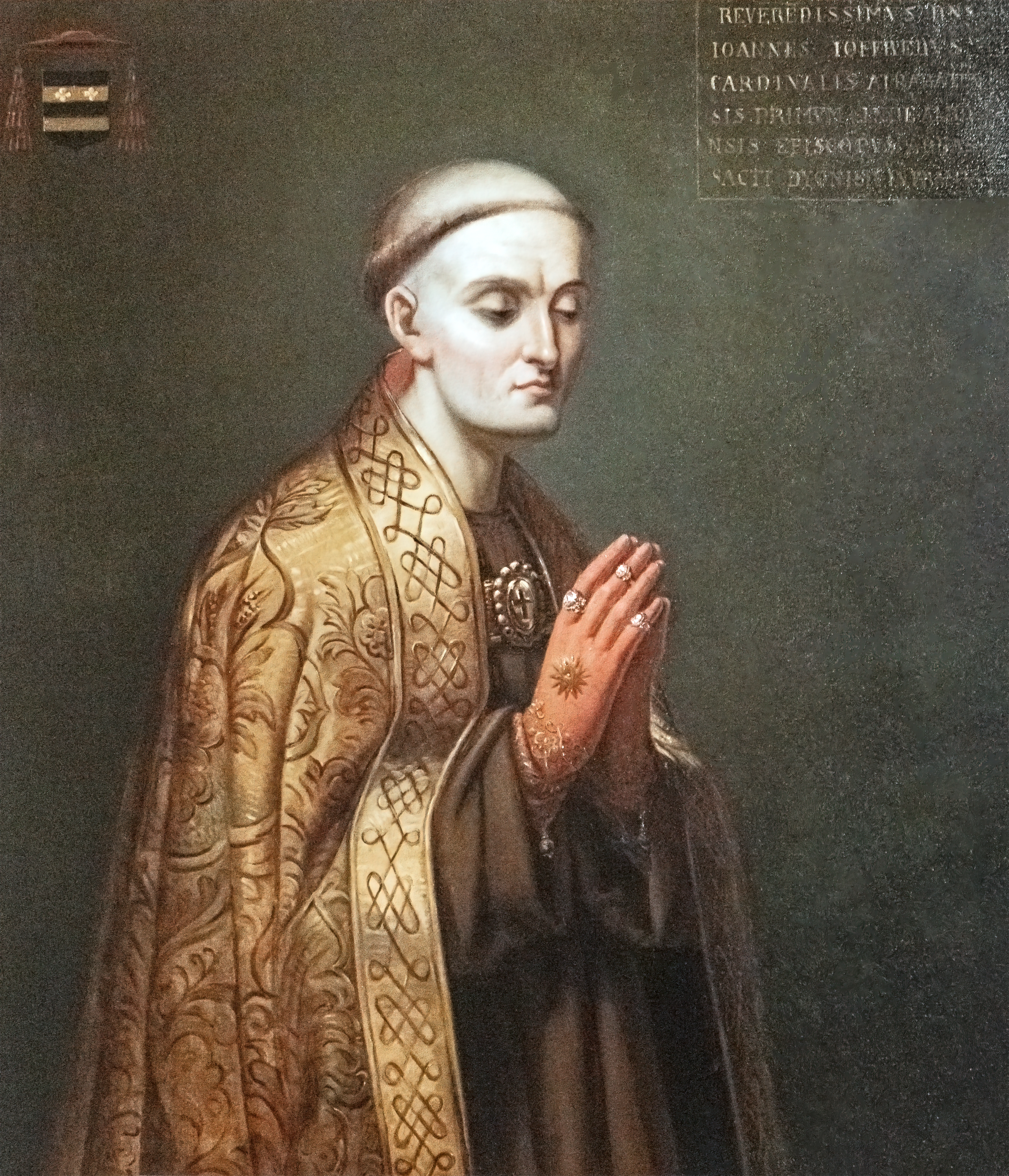
Kardinal Jean Jouffroy

Jean Jouffroy OSB (lateinisch Johannes Jofredi; * 1412 in Luxeuil-les-Bains, Franche-Comté; † 24. November 1473 in Reuilly bei Bourges) war eine der führenden klerikalen und diplomatischen Persönlichkeiten Frankreichs während der Herrschaft König Ludwigs XI. (reg. 1461–1483).

## Titel
Jean Jouffroy wurde am 18. Dezember 1461 von Papst Pius II. zur Kardinalswürde erhoben. Er war seit 1462 Kardinalpriester von Santi Silvestro e Martino ai Monti in Rom, Bischof von Arras (1453–1462) und Albi (1462–1473), Kommendatarabt von St-Sernin in Toulouse (1461–1473), von St-Denis in Paris (1464–1473), der Abtei Gorze bei Metz (1467–1473), des Klosters Bonnecombe bei Rodez (1470–1472) und der Abtei St-Pierre-St-Paul in Caunes-Minervois, Okzitanien.

## Leben
Jean Jouffroy war der Sohn von Perrin Jouffroy, dem burgundischen Co-Gouverneur von Besançon, der im Jahr 1444 vom burgundischen Herzog Philipp III. geadelt wurde. Er trat in den Benediktinerorden ein, studierte und erlangte die Doktorwürde in Theologie und Kanonischem Recht. In den Jahren von 1435 bis 1438 studierte er an der Universität von Pavia. Danach wurde er Schatzkanzler (aumônier) des burgundischen Herzogs, der ihn mit diplomatischen Missionen in ganz Europa betraute. Auf einer dieser Reisen lernte er im Jahr den Dauphin und zukünftigen König Ludwig XI. kennen, der ihn schon bald zum Bischof von Albi und Abt von St-Denis ernannte. Er reiste mehrmals nach Rom, um dort am päpstlichen Hof die Pragmatische Sanktion von Bourges (1438) zu verteidigen. Im Jahr 1473 entsandte Ludwig ihn und Herzog Pierre II. de Bourbon nach Armagnac, wo er – vor allem bei der Belagerung der Stadt Lectoure – dem Wirken des unbotmäßigen und aufrührerischen Grafen Jean V. ein Ende bereitete. Kurz darauf wurde er allerdings beschuldigt, die Stadt durch Verrat eingenommen zu haben und bei der Ermordung Jeans V. beteiligt gewesen zu sein. Danach erhielt er Order, sich ins Roussillon zu begeben, wo er – jedoch erfolglos – die Stadt Perpignan belagern ließ.
Jean Jouffroy starb auf seiner Rückreise am 24. November 1473 in Reuilly. Sein Leichnam wurde einbalsamiert und in der Kathedrale von Albi bestattet.